# Pulgasari
Pulgasari (불가사리) è un film nordcoreano del 1985 diretto da Shin Sang-ok e Chong Gon-jo.
Addetto agli effetti speciali era Kim Duk-ho, con la supervisione di Teruyoshi Nakano. Il film, con interpreti principali Chang Son Hui e Pak Sung Ho, è basato sulla leggenda del bulgasari.
Il regista Shin Sang-ok era stato rapito nel 1978 dalla Forza per Operazioni Speciali dell'Armata Popolare Coreana agli ordini di Kim Jong-il, figlio del Presidente Kim Il-sung. Pulgasari fu l'ultimo dei film che egli fu costretto a girare dal governo nordcoreano. Infatti, prima della conclusione delle riprese, egli fuggì negli Stati Uniti d'America con la moglie, l'attrice Choi Eun-hee. Il film fu terminato da Chong Gon-jo, secondo alcuni pseudonimo di Kim Jong-il in persona.

## Trama
Nella Corea feudale, sotto la dinastia Goryeo, un re controlla la penisola con pugno di ferro, mantenendo sottomessi i braccianti con la miseria e la fame. Un vecchio fabbro imprigionato per aver difeso il suo popolo crea col riso la figura di un mostriciattolo e prima di morire chiede agli dei della terra e del cielo di rendere la sua figura una statua vivente che protegga i ribelli e gli oppressi. Quando la figura entra a contatto col sangue della figlia del fabbro, prende vita, diventando un mostro gigante che si nutre di metallo. La ragazza lo chiama Pulgasari, perché questo era il nome del mostro mitico che il padre descriveva come divoratore di ferro e acciaio. Pulgasari ora ha un legame speciale con la ragazza e, dopo aver mangiato alcuni arnesi da contadino, diventa una figura imponente e potente.
Dopo le lunghe sofferenze, i braccianti formano un esercito, assediano il palazzo del governatore della regione e lo uccidono. Allarmato, il re vorrebbe reprimere la rivolta, ma ben presto s'imbatte nell'esercito di braccianti che combatte con Pulgasari per abbattere la monarchia corrotta. Pulgasari ottiene molte vittorie grazie alla sua interminabile fame di metallo di qualunque tipo, prontamente preparato dai suoi nemici. Tuttavia, dopo aver catturato e giustiziato il capo della ribellione, destinato a sposare la figlia del fabbro, l'esercito del re, dopo aver minacciato la ragazza, cattura Pulgasari, ed è convinto di averlo ucciso bruciandolo. Fuggita, la figlia del fabbro riporta in vita il mostro tornando sul luogo del rogo e versando un po' del suo sangue. Pulgasari cresce sempre più ed attacca il palazzo reale, distruggendolo ed uccidendo il re.
Sconfitto il re, Pulgasari inizia a mangiare le armi e gli utensili dei ribelli, che sono dati senza obiezioni alla creatura, poiché i braccianti ancora credono che Pulgasari sia buono e saggio. Avendo compreso che la fame del mostro non si placherà mai e che egli sta opprimendo la gente che in precedenza aveva salvato, la figlia del fabbro decide di sacrificarsi nascondendosi in un cannone che viene trovato e mangiato da Pulgasari. Pulgasari urla, poiché la presenza della ragazza fa esplodere il suo stomaco, uccidendoli entrambi tragicamente, ma salvando un intero popolo.

## Produzione
Kim Jong-il era un grande ammiratore di Shin Sang-ok, di Godzilla e di altri film kaijū. Aveva ordinato il rapimento del regista e della moglie, la famosa attrice Choi Eun-hee con l'obiettivo specifico di realizzare film fantasy e di propaganda per il governo nordcoreano. Kim Jong-il produsse Pulgasari tramite la Korean Film Studio, come aveva fatto in precedenza con gli altri film del regista, che fuggì con la moglie negli Stati Uniti d'America in occasione di un festival in Austria.
Il film fu influenzato in particolare da Il ritorno di Godzilla e lo staff dei Toho Studios, creatori di Godzilla, supervisionò gli effetti speciali. All'inizio, furono ingannati, poiché credevano di dover filmare in Cina.
Jonathan Ross dichiarò che il film era considerato dal governo nordcoreano una metafora degli effetti del capitalismo incontrollato e del potere del popolo.

### Cast
I giapponesi Kenpachiro Satsuma e Teruyoshi Nakano, rispettivamente attore protagonista e addetto agli effetti speciali della serie di Godzilla, parteciparono al film rispettivamente in qualità di interprete di Pulgasari e supervisore degli effetti speciali.

### Soggetto
Il film è basato su una creatura leggendaria chiamata Pulgasari o Bulgasari. La storia originale era ambientata nella città di Songdo (l'attuale Kaesŏng).

## Accoglienza
Kenpachiro Satsuma affermò di preferire Pulgasari a Godzilla. Secondo alcuni, Shin Sang-ok avrebbe inserito un messaggio nascosto nel film: Pulgasari sarebbe una metafora di Kim Il-sung, che avrebbe tradito la rivoluzione popolare per i propri interessi personali.
Avendo scoperto che il suo nome era stato rimosso dal film, Shin Sang-ok realizzò un remake intitolato Le avventure di Galgameth. Complessivamente, il film ha avuto più successo in Giappone, Corea del Sud e Cina che in Corea del Nord. Nel 2006, Pulgasari fece il suo debutto alla fine del Godzilla festival della Columbia University.